# Florești (Bucium), Alba
Florești este un sat în comuna Bucium din județul Alba, Transilvania, România.